# Fredericus Nieborg
Fredericus Nieborg (Reeuwijk, 6 april 1896 – Oud-Beijerland, 19 oktober 1983) was een Nederlands politicus.
Hij werd geboren als zoon van Hemmo Reint Nieborg (1862-1934; predikant) en Aleida Flora van Lingen (1863-1951). Na de hbs ging hij werken bij de gemeente Heerjansdam en daarna was hij werkzaam bij de gemeente Ridderkerk. Eind 1924 werd Nieborg benoemd tot burgemeester van Stad aan 't Haringvliet. In 1944 werd hij ontslagen waarna de NSB-burgemeester van Ooltgensplaat zijn functie erbij deed. In mei 1945 keerde Nieborg daar terug als burgemeester. Aansluitend was hij van 1946 tot zijn pensionering in 1961 de burgemeester van De Lier. Nieborg overleed in 1983 op 87-jarige leeftijd.